# Erzbistum Toamasina
Das Erzbistum Toamasina (lateinisch Archidioecesis Toamasinensis) ist eine in Madagaskar gelegene römisch-katholische Erzdiözese mit Sitz in Toamasina.

## Geschichte
Pius IX. gründete die Apostolische Präfektur Vatomandry mit der Apostolischen Konstitution Inter graviores am 18. Juni 1935 aus Gebietsabtretungen der Apostolischen Vikariate Fianarantsoa und Tananarive. Am 25. Mai 1939 wurde sie zum Apostolischen Vikariat erhoben und nahm den Namen Apostolisches Vikariat Tamatave an.
Zum Bistum erhoben, das dem Erzbistum Tananarive als Suffraganbistum unterstellt wurde, wurde es mit der Bulle Dum tantis am 14. September 1955. Am 11. Dezember 1958 wurde es Teil der Kirchenprovinz des Erzbistums Antsiranana. Am 9. April 1968 verlor es einen Teil seines Territoriums zugunsten der Errichtung des Bistums Mananjary. Am 31. Januar 1990 nahm es den heutigen Namen an. In den Rang eines Metropolitanerzbistums wurde es am 26. Februar 2010 erhoben.

## Ordinarien

### Apostolischer Präfekt von Vatomandry
- Alain-Sébastien Le Breton SMM (8. Oktober 1935 – 25. Mai 1939)

### Apostolischer Vikar von Tamatave
- Alain-Sébastien Le Breton SMM (25. Mai 1939 – 14. September 1955)

### Bischöfe von Tamatave
- Alain-Sébastien Le Breton SMM (14. September 1955 – 15. März 1957)
- Jules-Joseph Puset SMM (14. November 1957 – 25. März 1972)
- Jérôme Razafindrazaka (25. März 1972 – 15. Mai 1989)
- René Joseph Rakotondrabé (15. Mai 1989 – 31. Januar 1990)

### Bischöfe von Toamasina
- René Joseph Rakotondrabé (31. Januar 1990 – 24. November 2008)
- Désiré Tsarahazana (24. November 2008 – 26. Februar 2010)

### Erzbischof von Toamasina
- Désiré Kardinal Tsarahazana (seit 26. Februar 2010)

## Statistik
| Jahr | Bevölkerung | Bevölkerung | Bevölkerung | Priester   | Priester           | Priester         | Priester               | Ständige Diakone | Ordensleute | Ordensleute | Pfarreien |
| Jahr | Katholiken  | Einwohner   | %           | Gesamtzahl | Diözesan- priester | Ordens- priester | Katholiken je Priester | Ständige Diakone | männlich    | weiblich    | Pfarreien |
| ---- | ----------- | ----------- | ----------- | ---------- | ------------------ | ---------------- | ---------------------- | ---------------- | ----------- | ----------- | --------- |
| 1950 | 41.849      | 371.500     | 11,3        | 36         |                    | 36               | 1.162                  |                  | 62          | 37          | 2         |
| 1970 | 74.009      | 480.169     | 15,4        | 55         | 4                  | 51               | 1.345                  |                  | 59          | 65          | 6         |
| 1980 | 88.237      | 565.000     | 15,6        | 39         | 7                  | 32               | 2.262                  |                  | 53          | 41          | 7         |
| 1990 | 84.240      | 622.517     | 13,5        | 43         | 8                  | 35               | 1.959                  |                  | 55          | 87          | 14        |
| 2000 | 304.980     | 1.326.000   | 23,0        | 41         | 9                  | 32               | 7.438                  |                  | 42          | 57          | 22        |
| 2004 | 600.000     | 1.800.000   | 33,3        | 46         | 14                 | 32               | 13.043                 |                  | 65          | 60          | 23        |
| 2020 | 503.669     | 1.526.270   | 33,0        | 65         | 29                 | 36               | 7.748                  |                  | 88          | 116         | 25        |